# 화북동
화북동(禾北洞)은 제주특별자치도 제주시의 행정동이다. 법정동 화북일동, 화북이동을 관할한다. 면적은 8.29km2이며,  인구는 2025년 2월 기준 23,094명이며 세대는 9,794세대에 달한다.
현재 화북상업지역 도시개발사업 공사가 진행 중으로 2025년 10월 기반시설공사가 준공될 예정이며 이로인한 상당한 관광객의 유입이 예상된다. 주택공사도 활발히 진행되는 지역으로 제주동부공원 민간임대주택 공급촉진지구 공사가 진행 중에 있으며 국토부가 5500세대의 대규모 주택지구인 화북2지구 공사 또한 추진 중에 있어 인구가 대폭 증가할 예정이다.

## 개요
옛날 제주 목사가 부임할 때 연육 교통이 요충지였던 화북 마을은 그 당시 해상교통 요지인 제주의 관문이었으며 목사가 직접 마을의 안녕과 풍어를 기원하는 제를 지내 기도 했던 해신사가 있다. 그 풍습은 지금까지도 전해져 내려오고 있어 마을에서 1년에 한번 음력 1월 5일 마을 어른들이 제를 지낸다.
1270년 고려 원종 11년 경오 11월에 삼별초군이 탐라를 정벌하려 할 때 동제원(東濟院)에서 관군과 일전(一戰)을 하였다"는 기록이 문헌상으로 알려진 화북경(禾北境)에 대한 최초의 기록이며, 1300년 고려 충렬왕 6년 경자년 제주에 10현을 설치할 때 제주를 동서로 구분 이도(二道)를 설치하면서 서도에 처음 별도현이 기록되었다.
1601년 조선 선조 34년 김상(金尙)이 기록한 《남양록》(南壤錄)에 별도포(別刀浦)라고 기술하고 있는 문헌을 근거할 때 1600여년까지 별도(別刀)라고 칭하여 왔으며, 최근 청풍대(淸風黛) 동쪽 개인소유 가옥을 허무는 과정에서 상설문(上楔文)이 발견되어 확인결과 1646년 조선 인조 24년에 건축한 것으로 밝혀져 345년 전에 화북에 사람이 살았다는 직접적인 증거가 되며 여러 정황 근거로 보아 최소한 400여년 이전에서부터 사람들이 정착하여 안정된 생활을 하고 있었음이 추정된다.
1653년 조선 효종 4년 별도를 화북으로 개편하였으나, 1843년 화북을 다시 중좌면 별도리로 개편하였고, 1879년부터 1907년까지 기간에는 성적호구장 (成籍戶口帳)에 공북리(拱北理)라고 쓰여진 기록들이 있다.
오늘 날의 화북리가 된 것은 1908년 조선 고종 때이며, 다시 화북이라고 공ㆍ사문서에 쓰여져 있어 오늘의 화북리가 되었다.
2006년 7월 1일에는 제주특별자치도가 출범함에 따라 제주시 화북동이 되었다.

## 교육
화북1동
- 제주대학교 사라캠퍼스
- 오현고등학교,오현중학교
- 제주동중학교
- 화북초등학교
- 동화초등학교

화북2동
- 삼화초등학교

## 아파트
- 대한주택공사
  - 화북주공 1단지 - 1998년 6월 입주 / 아남건설㈜
  - 화북주공 4단지 - 1998년 1월 입주 / 세기건설㈜, 대창기업㈜
- 삼화 2차 사랑으로 부영 (화삼로 12) - 부영주택 / 2013년 2월 입주